# Râul Russkaia
Râul Russkaia (în ucraineană Руська, transliterat: Ruska) este un curs de apă, afluent de stânga al râului Suceava pe teritoriul Ucrainei. 